# 悪童日記 (映画)
『悪童日記』（あくどうにっき、A nagy füzet）は2013年のドイツ・ハンガリーのドラマ映画。
監督はヤーノシュ・サース、出演はアンドラーシュ・ギーマントとラースロー・ギーマントなど。
原作はハンガリー出身の亡命女性作家アゴタ・クリストフのデビュー作となる1986年発表の同名小説で、映像化は不可能と長年言われ続けてきた作品である。

## キャスト
- 双子: アンドラーシュ・ギーマント
- 双子: ラースロー・ギーマント
- 祖母: ピロシュカ・モルナール（ハンガリー語版）
- 将校: ウルリク・トムセン
- 父: ウルリッヒ・マテス
- 母: ジョンジュヴェール・ボグナール（ハンガリー語版）
- 将校の「友人」: ザビン・タンブレア